# Contea di Zhenyuan
La contea di Zhenyuan (镇原县S, Zhènyuán XiànP) è una contea della Cina, situata nella provincia del Gansu.